# Ignatius Krahl
Ignatius Peter Krahl (21. dubna 1828 Lomnice nad Popelkou – 31. července 1886 Osek u Duchcova) byl římskokatolický duchovní a cisterciácký mnich, v letech 1876–1886 v pořadí 44. opat kláštera v Oseku u Duchcova.

## Život
Narodil se jako Peter Krahl v Lomnici nad Popelkou, v dětství se s rodiči přestěhoval do Chomutova, kde navštěvoval gymnázium, kde tehdy vyučovali cisterciáci z Oseka. 

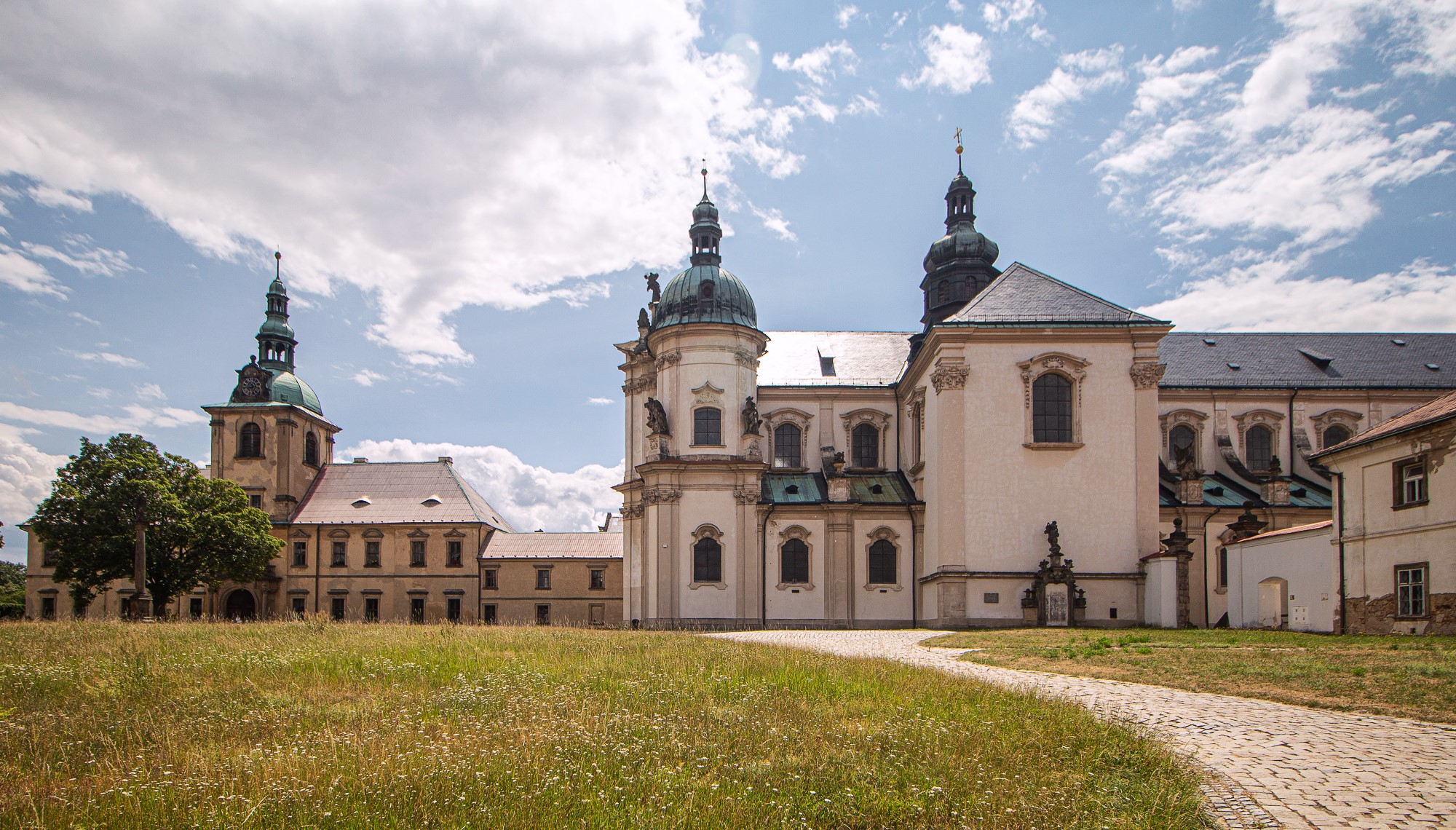
Cisterciácký klášter v Oseku

V roce 1847 vstoupil do oseckého kláštera a přijal zde řeholní jméno Ignatius (tedy Ignác). V roce 1852 přijal kněžské svěcení a nějaký čas plnil v klášteře službu knihovníka. V roce 1856 začal vyučovat na gymnáziu v Chomutově, kde působil až do svého zvolení opatem.
Jako opat dal klášter kompletně renovovat. Kromě toho dal zvelebit klášterní zahrady, které se staly oblíbeným cílem výletů lázeňských hostů z Teplic. Podporoval vědeckou práci členů konventu a sám se zabýval astronomií. 
Opat Ignatius Krahl zemřel na následky mrtvice[nepřesný odkaz] 31. července 1886.